# Restiosporium sphacelatum
Restiosporium sphacelatum är en svampart som beskrevs av Vánky 2006. Restiosporium sphacelatum ingår i släktet Restiosporium och familjen Websdaneaceae.   Inga underarter finns listade i Catalogue of Life.